# Messerschärfer

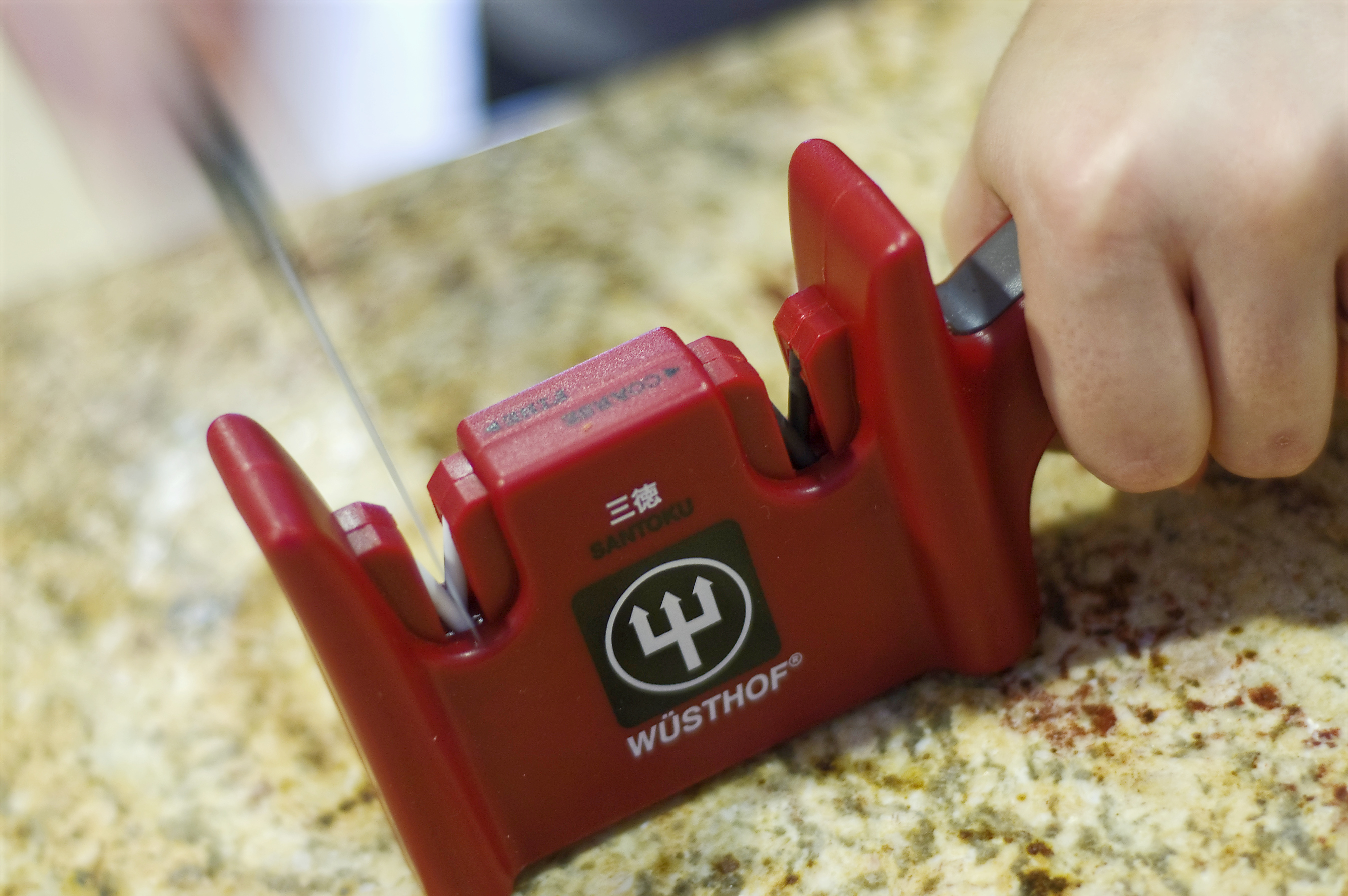
Dualer manueller Messerschärfer mit Schleifkörpern aus Diamant und Keramik

Ein Messerschärfer, teils auch Messerschleifer genannt, ist ein Küchengerät zur Erhaltung oder Wiederherstellung der Schärfe von Messern sowie teilweise auch von Scheren und anderen Schneidwerkzeugen. Außer im Haushalt werden sie im gewerblichen Bereich wie zum Beispiel in der Gastronomie, Großküchen und Schlachtbetrieben eingesetzt. Es gibt eine breite Palette verschiedener Arten und Ausformungen. Am gebräuchlichsten sind Wetzstäbe, Schleifsteine und manuelle Schärfgeräte. Außerdem gibt es elektrische Schärfgeräte, die als Kleingeräte für Haushalt und Gewerbe in der zweiten Hälfte des 20. Jahrhunderts auf den Markt kamen, sowie einige Besonderheiten.

## Hintergrund und Funktionsweise
Bei regelmäßiger Nutzung von Messern werden die Klingen im Laufe der Zeit stumpf. Die Klingenschneide ist – insbesondere bei hochwertigen Messern – nur wenige hundertstel Millimeter dünn und verbiegt sich selbst bei noch so sorgfältigem Umgang beim Schneiden. Der spitze, scharfe Rand (Grat) der Klinge legt sich dabei nach und nach um, in der Vergrößerung sieht der Grat dann eher wie eine feine Säge aus. Dadurch wird das Messer stumpf und ist nicht mehr schnitthaltig.
Mittels Messerschärfer können die Schneiden wieder geschärft werden. Während die Funktion im Grunde bei jedem Gerät gleich ist, unterscheiden sich die verschiedenen Modelle jedoch im Schleifmaterial. Dabei werden Diamant, Keramik oder Stahl eingesetzt. Damit die Schneiden scharf werden, muss das Schleifmaterial härter sein als das Material der Messerklinge.
Wichtig beim Schärfen ist Übung. Für den Gebrauch von Messerschärfern gibt unter anderem die deutsche Verbraucherorganisation Stiftung Warentest folgende Empfehlungen:
Bei Wetzstäben sollten Vorder- und Rückseite der Klinge bei Messern europäischer und nordamerikanischer Herkunft im Winkel von 20 Grad über den Stab wetzen. Sie sind auch für japanische Messer(typen) europäischer Herkunft geeignet, während Messer asiatischer Anbieter oft härter als die Stäbe sind und nicht gewetzt werden sollten, um die empfindlichen Schneiden nicht zu beschädigen. Außerdem sind Messer aus japanischer Herkunft meist in einem Winkel von 15 Grad und zudem teils nur einseitig geschliffen; ihr Schärfen erfordert besondere Kenntnisse und sollte idealerweise mit Nass-Schleifsteinen und -Poliersteinen erfolgen. Bei Verwendung von Schleifsteinen muss dieser in der Regel nass sein, die Klinge muss langsam und gleichmäßig über den Stein gerieben werden. Beim manuellen oder elektrischen Schärfgerät sollte die Klinge möglichst gleichmäßig durch die Rollen gezogen werden, damit sich keine Kerben oder Riefen bilden.
Messer sollten immer direkt an der Schnittkante geschliffen werden, wobei sich der Winkel mit der Zeit verändert. So verbraucht sich der Grundschliff und sollte ab und zu – je nach Beanspruchung etwa in der Profiküche nach drei bis sechs Monaten, in Privathaushalten nach zwei bis drei Jahren – von einem Fachmann wie einem professionellen Messer- und Scherenschleifer erneuert werden.
Beim Gebrauch von Schärfgeräten hängt es oft vom Geschick des Benutzers ab, wie scharf die Klingenschneide tatsächlich wird oder ob sie gar Schaden nimmt. Bei zu viel Materialabtrag kann durch Abbrechen eine „ausgefranste Schneide“ entstehen und letztlich die Klinge ruiniert werden. Zudem ist es manchmal nicht einfach, das Messer „stets gleichmäßig und im richtigen Winkel durch die Rollen zu ziehen“.

## Arten und Ausformungen
Es gibt verschiedene Arten, die in zwei Gruppen eingeordnet werden können: Richtende Messerschärfer, bei denen „der Stahl“ lediglich gerichtet wird, und spanende Messerschärfer beziehungsweise Messerschleifer, bei denen Material abgetragen wird. Zudem gibt es Messerschärfer, die für unterschiedliche Materialien wie Edelstahl oder Keramik ausgelegt sind. Außerdem gibt es die Wahl zwischen manuellen und elektrischen Messerschärfern. Dabei sind meist duale Modelle für Grob- und Feinschliff auf dem Markt, teils gibt es aber auch Modelle mit einer dritten Stufe für einen mittleren Schleifgrad oder fürs Polieren sowie teils für gezähnte Wellenschliffmesser.
Indes empfiehlt die Stiftung Warentest, das Schärfen von Keramikmessern sowie von Brotmessern mit Wellenschliff oder Steakmessern mit Sägeschliff usw. besser Fachleuten zu überlassen.

## Varianten

### Wetzstähle / Wetzstäbe, Keramikwetzstäbe
Wetzstähle dienen dem Abrichten und Scharfhalten oder Schärfen von Messern. Sie sind meistens stabförmig und bestehen aus hartem Stahl mit rundem, ovalem, quadratischem oder flachem Querschnitt. Üblicherweise sind sie mit Griff und Fingerschutz ausgestattet. Als spanende Stähle, die durch geringen Materialabtrag ein Schärfen der Messer ermöglichen, sind sie in den meisten Haushalten zu finden, da sie überall und zudem meist preiswert zu bekommen sind. Die spanenden Wetzstähle haben in der Regel sogenannte Züge in Form von feinen Längsriefen. Richtende Wetzstäbe oder Abziehstähle haben hingegen eine polierte oder mikrofeine Oberflächenstruktur. Solche Wetzstähle kommen überwiegend im professionellen Bereich (Fleischverarbeitung, Gastronomie usw.) und für hochwertige Messer zum Einsatz. Zudem sind sie meistens nur im Fachhandel wie für Metzgereibedarf erhältlich.
Wetzstähle werden teils auch allgemein als Wetzstäbe bezeichnet, sind aber nicht zu verwechseln mit Keramikwetzstäben. Solche Keramikwetzstäbe ähneln im Aufbau den herkömmlichen Wetzstäben aus Stahl, haben jedoch einen runden oder ovalen Stab aus Keramik beziehungsweise Industriekeramik. Sie gehören zu den spanenden Wetzstäben und sind härter als die Stäbe aus Stahl. Keramikwetzstäbe dienen sowohl dem Abrichten und Scharfhalten als auch dem schnellen Nachschärfen von (Küchen-)Messern.

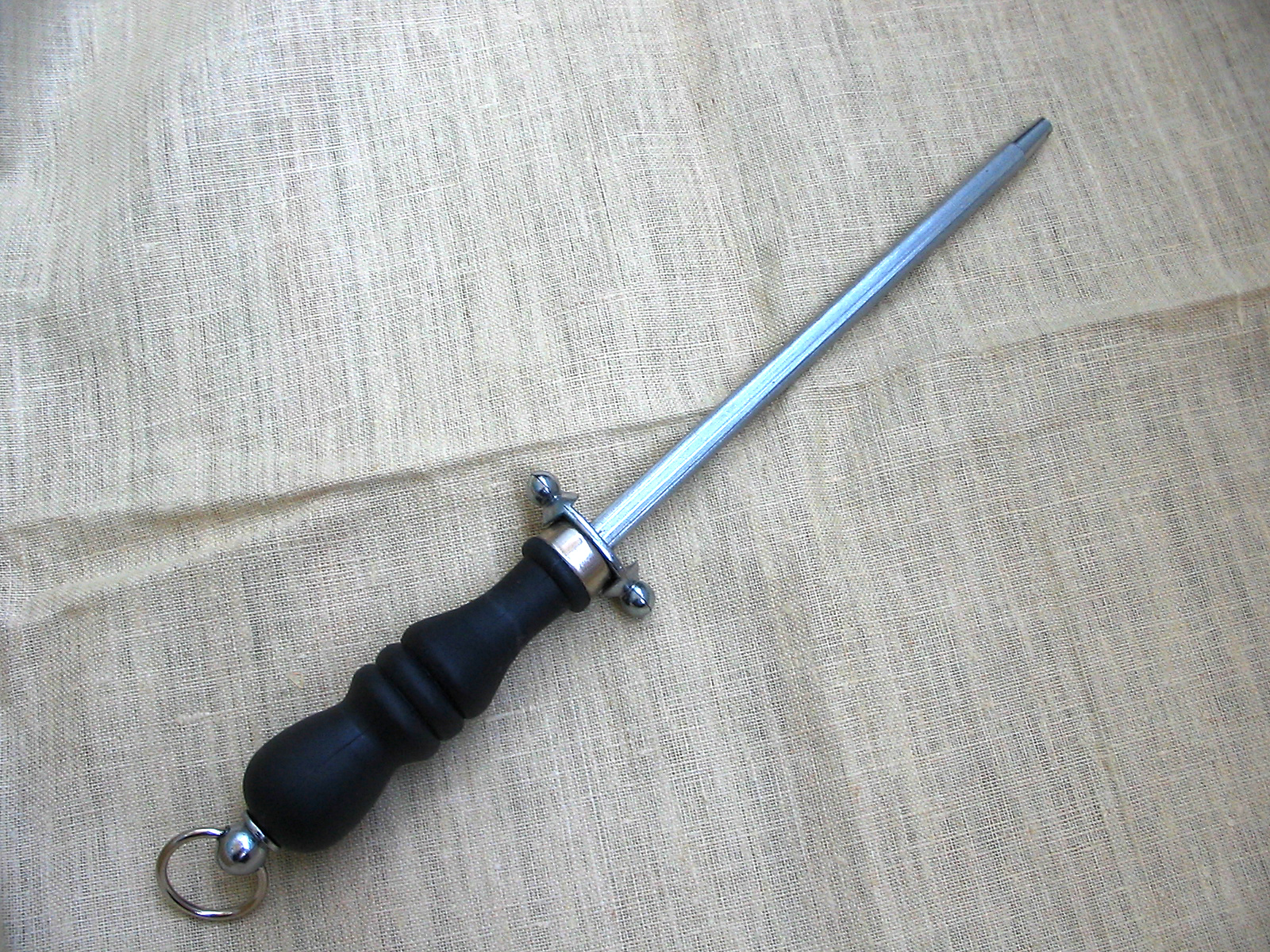
Wetzstahl
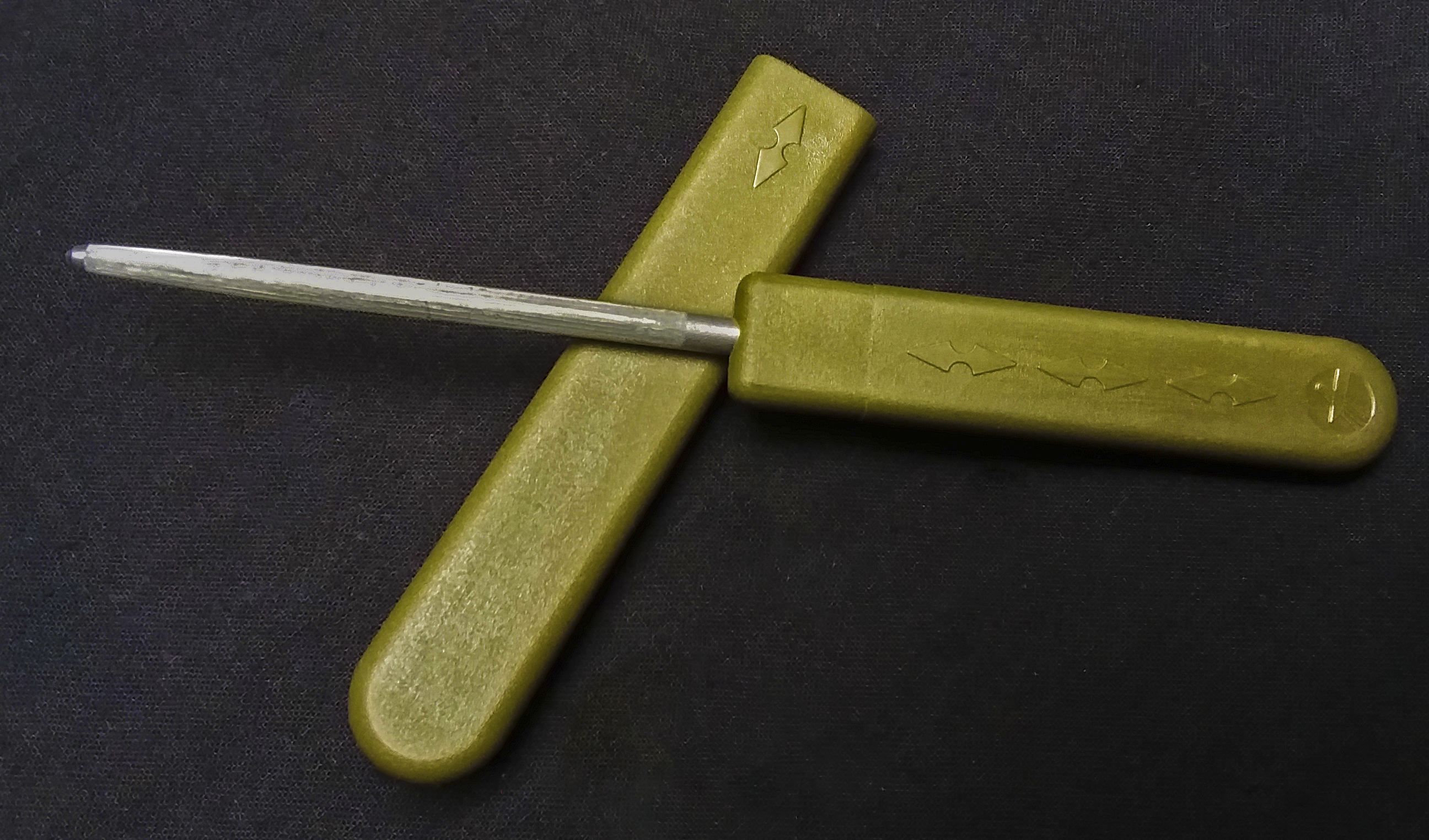
Miniaturwetzstahl für Outdoor-Tätigkeiten
Keramikwetzstab

### Schleifsteine
Schleifsteine sind meist längliche, handteller- bis handgroße Steine zum Schärfen von Schneidwerkzeugen (oder zur Formgebung von Edelsteinen). Sie werden aus unterschiedlichen Materialien hergestellt. So werden Natursteine zu Schleifzwecken auf der ganzen Welt abgebaut. Bekannt sind zum Beispiel die nach dem jeweiligen Abbaugebiet benannten Arkansas-Steine, Belgischen Brocken und Japanischen Wassersteine. Künstliche Steine (Synthetische Schleifsteine) können aus verschiedenen abrasiven Materialien bestehen, darunter etwa Diamant, Aluminiumoxid oder auch Keramik. Aufgrund der verschiedenen Materialien unterschieden sich diese Schleifsteinarten auch in ihrer Anwendung: Während man Diamantschärfer üblicherweise trocken verwendet, werden etwa Keramikschleifsteine in der Regel mit Wasser angefeuchtet. Runde Schleifsteine für rotierende Werkzeuge wie Schleifmaschinen hingegen, die meist professionellen Anwendern vorbehalten sind, werden Schleifscheiben oder -räder genannt.
Auf Schleifsteinen werden die Messer zum Schärfen hin- und hergewetzt. Sie zählen damit zu den manuellen Messerschärfern, die nur wenig Material abtragen. Als besonders intensives, aber schonendes Verfahren gilt der Gebrauch von (japanischen) Wassersteinen, die mit Wasser getränkt und beim Schleifen benetzt werden. Die Messerschneiden werden dabei glatt und sehr scharf. Kombinationssteine haben zwei verschiedene Körnungen, während sogenannte Abziehsteine dem Feinschliff dienen. Laut Stiftung Warentest ist für „echte Japanmesser […] Nassschleifen Pflicht, für europäische Messer die schonendste Art“. Allerdings erfordere das Arbeiten damit Geduld und Übung – das Schleifen auf nassem Stein müsse regelmäßig vorgenommen werden, benötige viel Zeit und habe „eine Art meditativen Charakter“. Die Steine sind bruchempfindlich und sollten nicht herunterfallen.

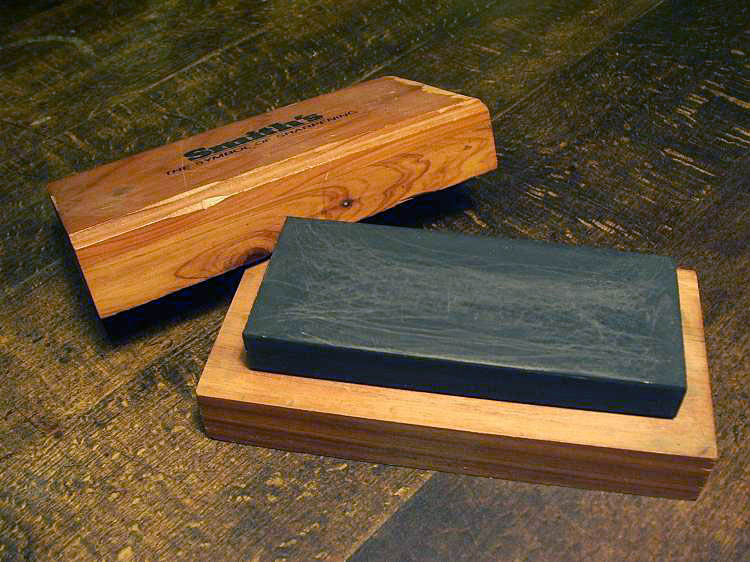
Schwarzer Arkansas-Stein
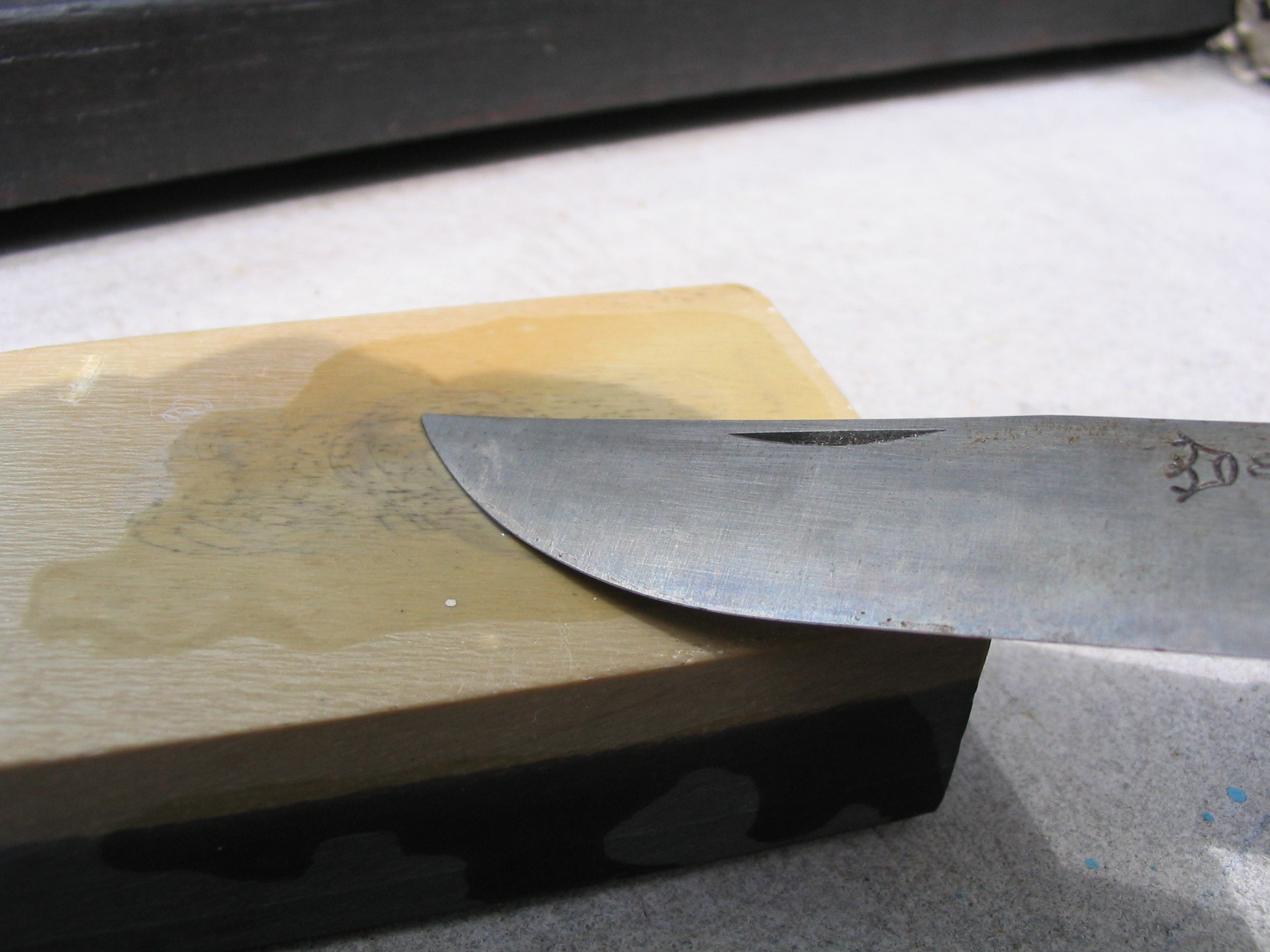
Belgischer Brocken
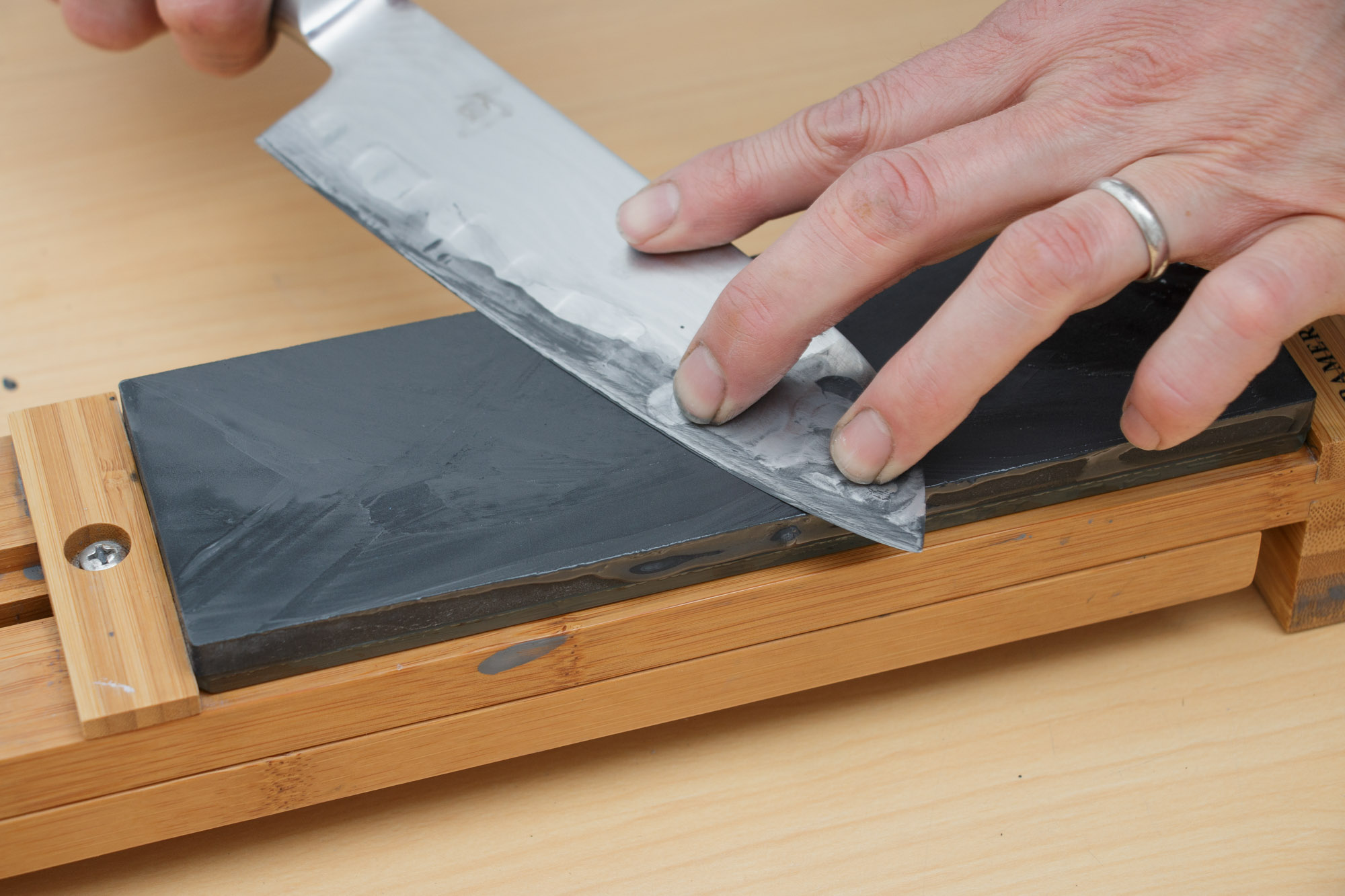
Japanischer Wasserstein

### Manuelle Schärfgeräte
Manuelle Schärfgeräte zeichnen sich durch einfache Handhabung aus und erfordern nur wenig Übung. Sie sind oft für verschiedene Klingen geeignet und teils auch für Scheren. Je nach Hersteller, Modell und verwendetem Schleifmaterial sind sie zum Teil teuer; Billigprodukte können die Klingen beschädigen.
Sie haben V-förmig verschränkte Schleifeinsätze oder sind mit Schleifrollen oder -scheiben ausgebildet. Meist haben sie Führschienen zur leichteren Handhabung. In höherwertigen Geräten sind es mehrere Führschienen, sodass Grobschliff, Feinschliff und teils auch Polierung durchgeführt werden können. Manuelle Schärfgeräte richten nicht einfach den Grat auf, sondern sie tragen Material ab, wie häufig an zurückbleibenden feinen Metallspänen erkennbar ist.

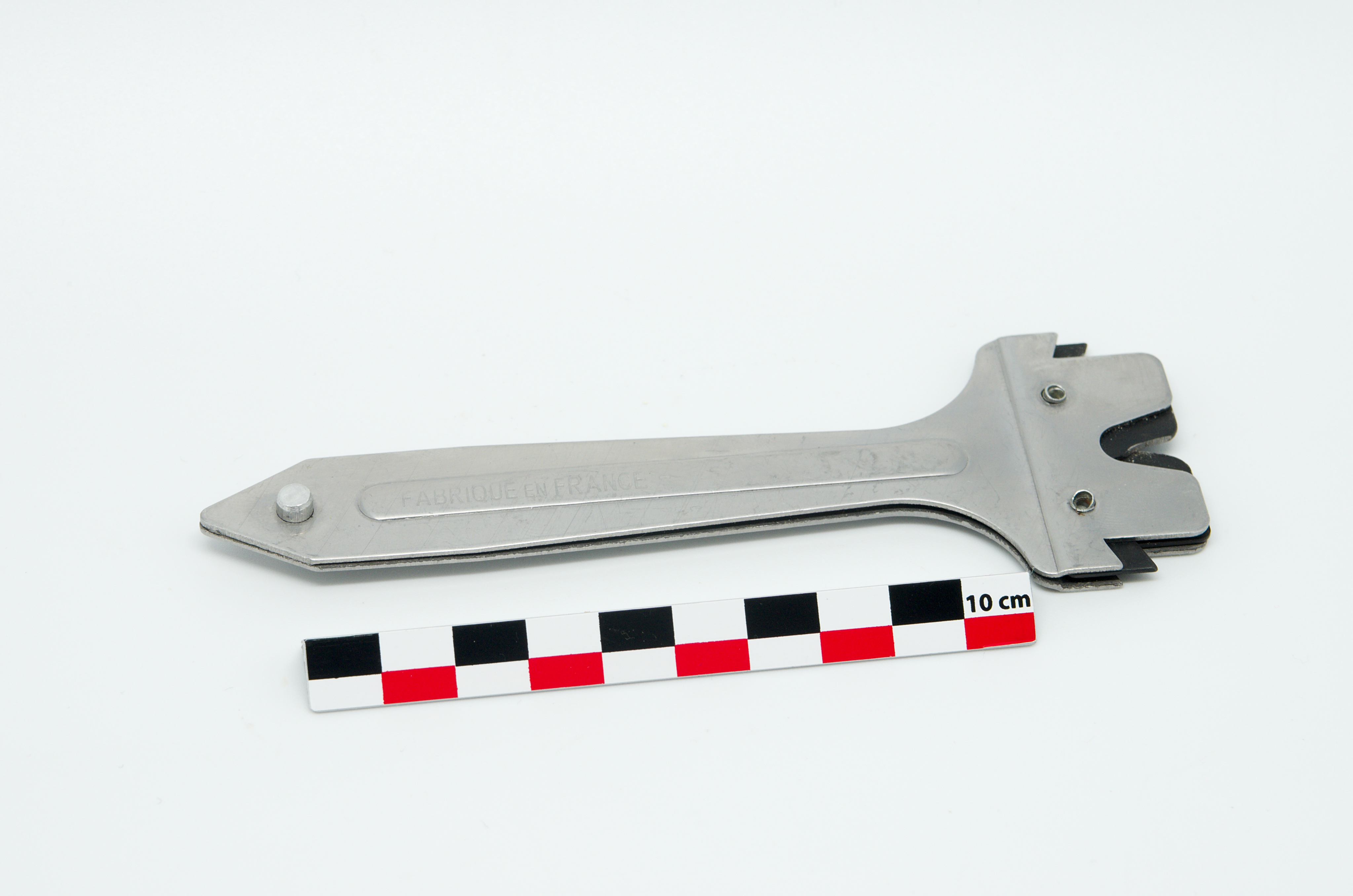
Manueller Messerschärfer aus Frankreich, aus Metall mit Keramikeinsätzen
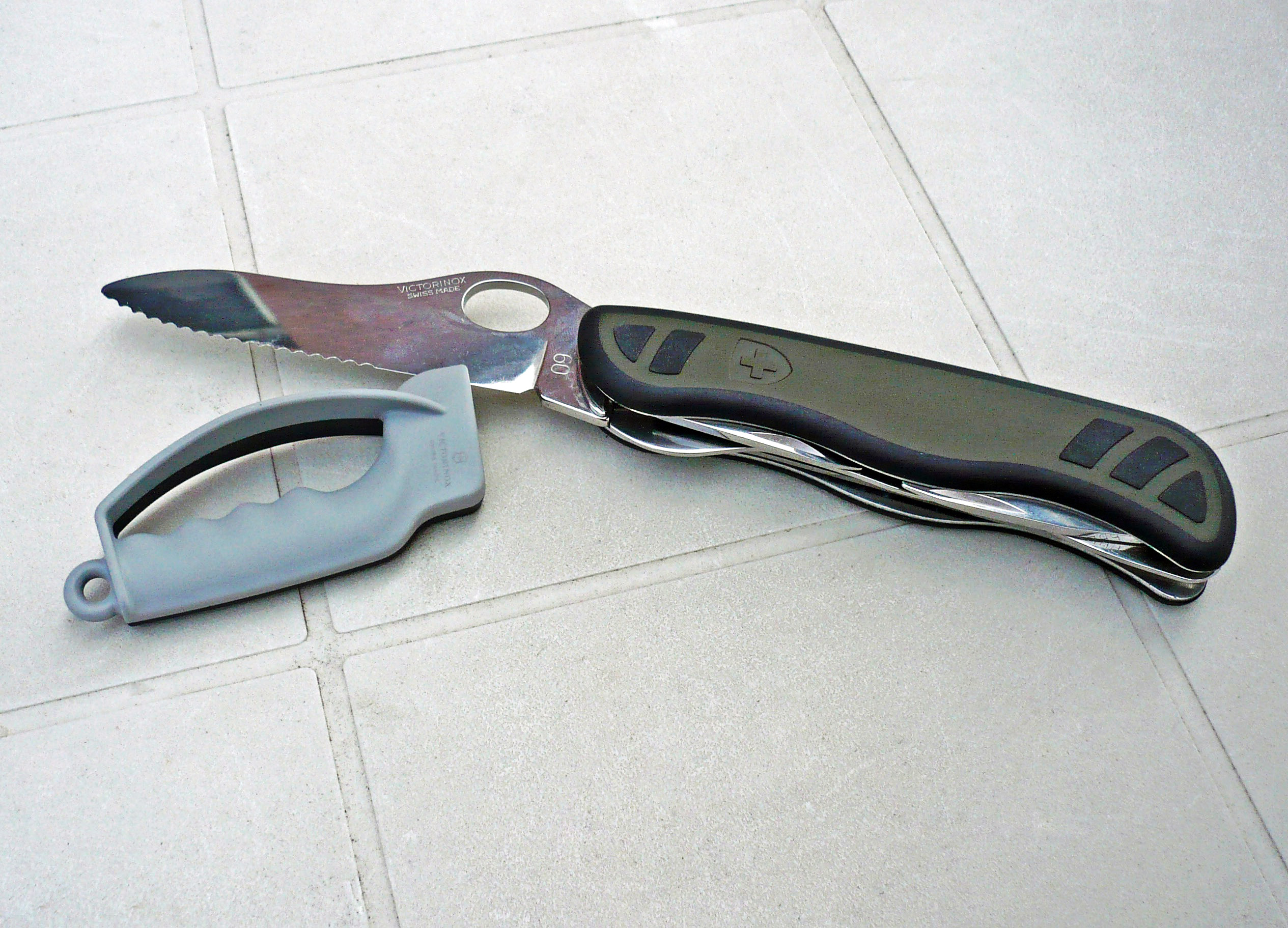
Manueller Outdoor-Messerschärfer von Victorinox, mit Wolframcarbideinsätzen
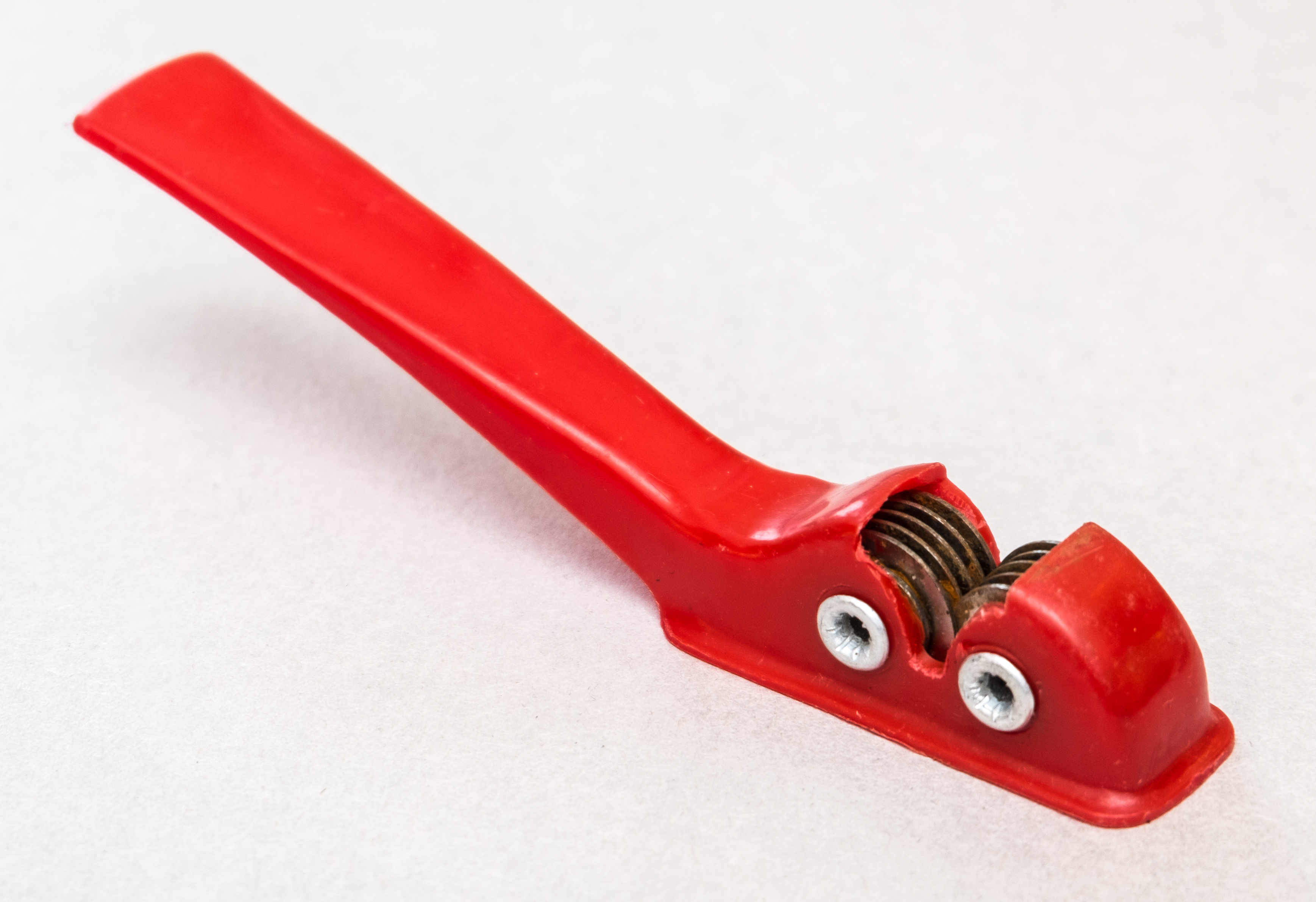
Einfaches manuelles Schärfgerät, mit Stahlscheiben
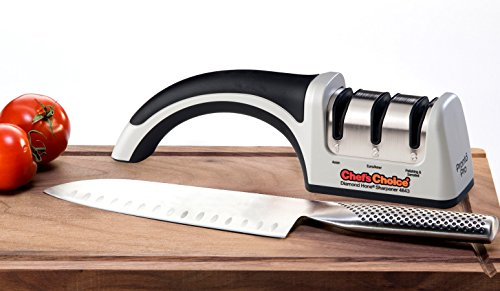
Manuelles Schärfgerät mit drei Schleifstufen, mit Diamant-Schleifkörpern

### Elektrische Schärfgeräte
Elektrische Schärfgeräte haben einen gleichen oder höheren Leistungsumfang als manuelle Messerschärfer und bieten einen größeren Komfort: Hier ist nur das Messer in die Führschiene zu setzen und das elektrisch angetriebene Gerät übernimmt die Schleifbewegungen, die sonst von Hand ausgeführt werden müssten. Sie haben meistens zwei oder drei Führschienen (Grob- und Feinschliff, Polierung). Zudem sind sie oft für verschiedene Messerarten und teils auch für Wellenschliffmesser geeignet.
Elektrische Schärfgeräte, die mit Bandschleifer arbeiten, sind wiederum als Profigeräte einzustufen. Sie werden unter anderem von professionellen Scherenschleifern und Schärfdiensten sowie von Messermachern eingesetzt und erfordern viel Übung. Ein US-Hersteller bietet Bandschleifgeräte im Miniaturformat an, bei denen Schleifbänder mit verschiedenen Körnungen eingesetzt und durch entsprechende Adapter die gewünschten Schleifwinkel automatisch eingehalten werden können.

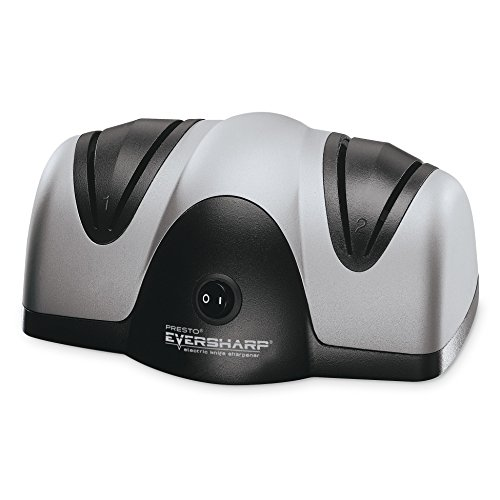
Elektrisches Schärfgerät mit zwei Schleifstufen, mit Schleifkörpern aus „Sapphirite“
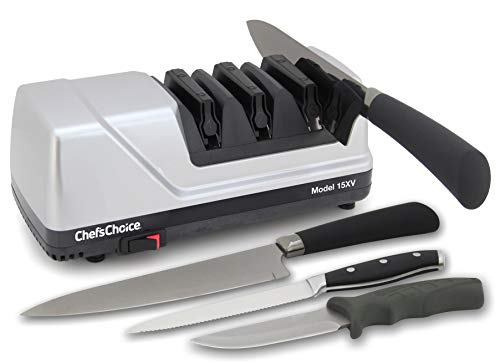
Elektrisches Schärfgerät mit drei Schleifstufen, mit Schleifkörpern aus Diamant
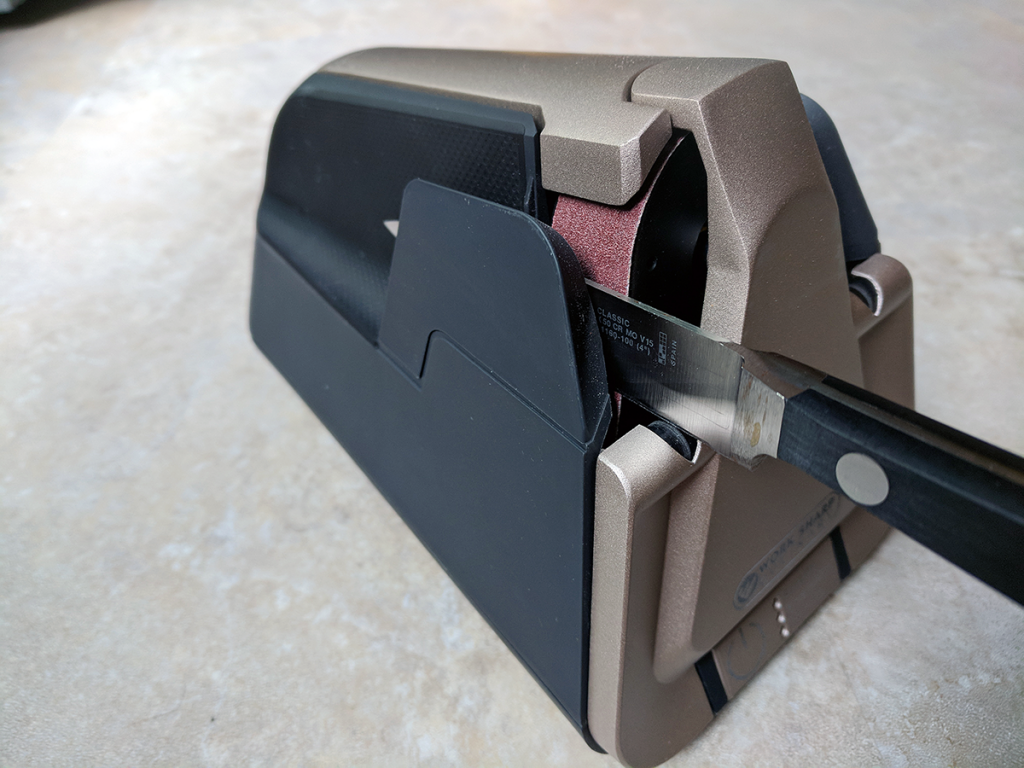
Elektrisches Schärfgerät mit automatisiertem Schleifprogramm, mit Schleifkörpern aus Keramik

### Besonderheiten und verwandte Schärfungswerkzeuge
Besondere Ausformungen von im Handel erhältlichen Messerschärfern sind unter anderem:
- Schärfbank – Messerschärfer aus unglasiertem Porzellan in Form einer „Bank“, über die die Messer gezogen werden
- Schärfhut – Kegelförmiger Messerschärfer aus unglasiertem Porzellan, an dem die Messer senkrecht entlanggezogen werden

Darüber werden von verschiedenen Herstellern Einzelprodukte angeboten, die meist als „Patentlösung“ und dergleichen vermarktet werden, wie zum Beispiel:
- Messerschleifset mit Klemmsystem – Sowohl das Messer als auch ein besonderer Schleifstein unterschiedlicher Schleifkörnung werden in eine Klemmhalterung eingesetzt, die mit Hilfe einer Führungsstange einen gleichmäßigen Schleifwinkel gewährleisten soll
- Rollschleifer – Das in einer Schleiflehre fixierte Messer wird durch Entlangrollen einer freigelagerten Griffrolle mit zwei unterschiedlich grob beschichteten Schleifscheiben auf den beidseitigen Schneidfasen geschärft

Zu den verwandten Schärfungswerkzeuge zählen unter anderem:
- Ölstein
- Wetzstein